# Mistrovství světa juniorů v ledním hokeji 2006
Mistrovství světa juniorů v ledním hokeji 2006 (MSJ 2006) bylo hráno ve Vancouveru, Kelowně a Kamloopsu v Kanadě. Mistrovství začalo 26. prosince 2005 a skončilo 5. ledna 2006. Zápasy byly hrány v GM Place a Pacific Coliseum v kanadském Vancouveru, Interior Savings Centre v Kamloopsu a Prospera Place v Kelowně. Zvítězil tým Kanady, když ve finále porazil Rusko 5-0. Celková návštěvnost byla 325 138. 10 týmů sehrálo 31 zápasů s průměrnou návštěvností 10 488 na zápas.

## Stadiony
| Vancouver                                      | Vancouver                                   | Kamloops                                         | Kelowna                                 |
| ---------------------------------------------- | ------------------------------------------- | ------------------------------------------------ | --------------------------------------- |
| General Motors Place Kapacita: 18 630 7 zápasů | Pacific Coliseum Kapacita: 16 281 14 zápasů | Interior Savings Centre Kapacita: 5 658 5 zápasů | Prospera Place Kapacita: 6 886 5 zápasů |
|                                                |                                             | Fotografie není k dispozici                      |                                         |

## Elitní skupina

### Základní skupiny

#### Skupina A
| Tým          | Z | V | P | R | VG | IG | B |
| ------------ | - | - | - | - | -- | -- | - |
| 1. Kanada    | 4 | 4 | 0 | 0 | 16 | 6  | 8 |
| 2. USA       | 4 | 2 | 1 | 1 | 21 | 12 | 5 |
| 3. Finsko    | 4 | 2 | 2 | 0 | 19 | 13 | 4 |
| 4. Švýcarsko | 4 | 1 | 2 | 1 | 8  | 10 | 3 |
| 5. Norsko    | 4 | 0 | 4 | 0 | 3  | 30 | 0 |

Zápasy
Všechny časy jsou místní (UTC-8).
| 26. prosince 2005 16:00 | Finsko | 1–5 | Kanada | Pacific Coliseum, Vancouver Návštěvnost: 16,083 (Kap. 16,083) |
|                         | Finsko |     | Kanada |                                                               |

| Souhrn zápasu | Souhrn zápasu         | Souhrn zápasu | Souhrn zápasu                                                            | Souhrn zápasu |
| ------------- | --------------------- | ------------- | ------------------------------------------------------------------------ | ------------- |
|               | Seitsonen 48:49 (PP1) |               | Boyd 10:23 (PP1), 34:24 Comeau 15:52 Bolland 23:17 (PP1) Chipchura 54:03 |               |

| 26. prosince 2005 20:00 | Norsko | 2–11 | USA | Pacific Coliseum, Vancouver Návštěvnost: 12,232 (Kap. 16,083) |
|                         | Norsko |      | USA |                                                               |

| Souhrn zápasu | Souhrn zápasu                       | Souhrn zápasu | Souhrn zápasu | Souhrn zápasu |
| ------------- | ----------------------------------- | ------------- | --- | ------------- |
|               | Sveum 29:00 (PP1) Olimb 43:44 (PP1) |               | Oshie 2:19 E. Johnson 12:22 (PP1) Skille 17:30 (PP1) Bourque 21:23, 27:32, 31:11 (PP1), 51:38, 53:03 (SH1) Mueller 26:14 Porter 34:54 (PP1) Schremp 40:32 |               |

| 27. prosince 2005 19:00 | Švýcarsko | 2–0 | Norsko | Pacific Coliseum, Vancouver Návštěvnost: 11,976 (Kap. 16,083) |
|                         | Švýcarsko |     | Norsko |                                                               |

| Souhrn zápasu | Souhrn zápasu                         | Souhrn zápasu | Souhrn zápasu | Souhrn zápasu |
| ------------- | ------------------------------------- | ------------- | ------------- | ------------- |
|               | Joggi 33:52 (PP1) Burgler 54:04 (PP1) |               |               |               |

| 28. prosince 2005 16:00 | Kanada | 4–3 | Švýcarsko | Pacific Coliseum, Vancouver Návštěvnost: 16,123 (Kap. 16,083) |
|                         | Kanada |     | Švýcarsko |                                                               |

| Souhrn zápasu | Souhrn zápasu                                                | Souhrn zápasu | Souhrn zápasu                                    | Souhrn zápasu |
| ------------- | ------------------------------------------------------------ | ------------- | ------------------------------------------------ | ------------- |
|               | Downie 8:45 (PP1) Boyd 17:45 Pyatt 30:00 Bolland 33:39 (PP1) |               | Blum 5:33 (PP2) Weber 34:37 Sprünger 42:42 (PP1) |               |

| 28. prosince 2005 20:00 | USA | 6–5 | Finsko | Pacific Coliseum, Vancouver Návštěvnost: 12,209 (Kap. 16,083) |
|                         | USA |     | Finsko |                                                               |

| Souhrn zápasu | Souhrn zápasu                                                                                | Souhrn zápasu | Souhrn zápasu                                                                              | Souhrn zápasu |
| ------------- | -------------------------------------------------------------------------------------------- | ------------- | ------------------------------------------------------------------------------------------ | ------------- |
|               | Fritsche 9:42 (PP1) Wheeler 17:05, 39:18 Lee 19:49 (PP1) Ryan 28:01 (PP1) Porter 49:49 (PP1) |               | Alikoski 6:21 Korpikoski 8:26 (SH1) Seitsonen 21:28 (PP1) Tukonen 55:34 Laakso 58:48 (PP1) |               |

| 29. prosince 2005 16:00 | Norsko | 0–4 | Kanada | Pacific Coliseum, Vancouver Návštěvnost: 16,083 (Kap. 16,083) |
|                         | Norsko |     | Kanada |                                                               |

| Souhrn zápasu | Souhrn zápasu | Souhrn zápasu | Souhrn zápasu                                                        | Souhrn zápasu |
| ------------- | ------------- | ------------- | -------------------------------------------------------------------- | ------------- |
|               |               |               | Barker 15:27 (PP1) Bolland 34:50 (PP1) Chipchura 35:16 Bourdon 36:41 |               |

| 30. prosince 2005 16:00 | USA | 2–2 | Švýcarsko | Pacific Coliseum, Vancouver Návštěvnost: 12,130 (Kap. 16,083) |
|                         | USA |     | Švýcarsko |                                                               |

| Souhrn zápasu | Souhrn zápasu             | Souhrn zápasu | Souhrn zápasu                      | Souhrn zápasu |
| ------------- | ------------------------- | ------------- | ---------------------------------- | ------------- |
|               | Paukovich 6:16 Ryan 16:59 |               | Blum 47:53 (PP1) Joggi 54:08 (PP2) |               |

| 30. prosince 2005 20:00 | Finsko | 9–1 | Norsko | Pacific Coliseum, Vancouver Návštěvnost: 10,766 (Kap. 16,083) |
|                         | Finsko |     | Norsko |                                                               |

| Souhrn zápasu | Souhrn zápasu | Souhrn zápasu | Souhrn zápasu     | Souhrn zápasu |
| ------------- | --- | ------------- | ----------------- | ------------- |
|               | Seppänen 1:10, 8:49 Lindgren 3:26 Jokinen 12:34 (PP1) Tukonen 15:30 (PP1) Heino 17:13 Seitsonen 18:32, 29:04 Kolehmainen 49:53 |               | Sveum 35:10 (PP1) |               |

| 31. prosince 2005 16:00 | Kanada | 3–2 | USA | Pacific Coliseum, Vancouver Návštěvnost: 16,083 (Kap. 16,083) |
|                         | Kanada |     | USA |                                                               |

| Souhrn zápasu | Souhrn zápasu                                    | Souhrn zápasu | Souhrn zápasu                           | Souhrn zápasu |
| ------------- | ------------------------------------------------ | ------------- | --------------------------------------- | ------------- |
|               | Barker 2:35 (PP1) Boyd 6:42 Chipchura 59:27 (EN) |               | Bourque 10:27 (PP1) Mueller 28:10 (PP1) |               |

| 31. prosince 2005 20:00 | Švýcarsko | 1–4 | Finsko | Pacific Coliseum, Vancouver Návštěvnost: 8,335 (Kap. 16,083) |
|                         | Švýcarsko |     | Finsko |                                                              |

| Souhrn zápasu | Souhrn zápasu     | Souhrn zápasu | Souhrn zápasu                                                         | Souhrn zápasu |
| ------------- | ----------------- | ------------- | --------------------------------------------------------------------- | ------------- |
|               | Joggi 52:23 (PP1) |               | Kolehmainen 2:45 (PP1) Sinisalo 42:24 Lindgren 42:34 Laakso 59:49 (EN |               |

#### Skupina B
| Tým          | Z | V | P | R | VG | IG | B |
| ------------ | - | - | - | - | -- | -- | - |
| 1. Rusko     | 4 | 4 | 0 | 0 | 21 | 6  | 8 |
| 2. Švédsko   | 4 | 3 | 1 | 0 | 20 | 9  | 6 |
| 3. Česko     | 4 | 2 | 2 | 0 | 14 | 14 | 4 |
| 4. Slovensko | 4 | 1 | 3 | 0 | 12 | 21 | 2 |
| 5. Lotyšsko  | 4 | 0 | 4 | 0 | 8  | 25 | 0 |

Zápasy
Všechny časy jsou místní (UTC-8).
| 26. prosince 2005 19:00 | Lotyšsko | 1–5 | Česko | Interior Savings Centre, Kamloops Návštěvnost: 4,653 (Kap. 6,400) |
|                         | Lotyšsko |     | Česko |                                                                   |

| Souhrn zápasu | Souhrn zápasu | Souhrn zápasu | Souhrn zápasu                                              | Souhrn zápasu |
| ------------- | ------------- | ------------- | ---------------------------------------------------------- | ------------- |
|               | Meija 11:16   |               | 01:13 Hromas 08:16 Kalus 28:47 Pohl 29:37 Meidl 37:52 Pohl |               |

| 26. prosince 2005 19:00 | Švédsko | 1–5 | Rusko | Prospera Place, Kelowna Návštěvnost: 5,982 (Kap. 6,886) |
|                         | Švédsko |     | Rusko |                                                         |

| Souhrn zápasu | Souhrn zápasu       | Souhrn zápasu | Souhrn zápasu                                                                           | Souhrn zápasu |
| ------------- | ------------------- | ------------- | --------------------------------------------------------------------------------------- | ------------- |
|               | Bergfors (PP) 07:37 |               | 08:45 (PP) Malkin 13:51 (PP) Kuljomin 38:03 Vološenko 47:49 Širokov 52:00 (SH) Kuljomin |               |

| 27. prosince 2005 19:00 | Slovensko | 7–4 | Lotyšsko | Prospera Place, Kelowna Návštěvnost: 5,790 (Kap. 6,886) |
|                         | Slovensko |     | Lotyšsko |                                                         |

| Souhrn zápasu | Souhrn zápasu                                                                                      | Souhrn zápasu | Souhrn zápasu                                                              | Souhrn zápasu |
| ------------- | -------------------------------------------------------------------------------------------------- | ------------- | -------------------------------------------------------------------------- | ------------- |
|               | Valábik 11:42 Lašček (PP) 18:30 Zagrapan 21:05 Lašček 28:28 Gračík 30:36 Lašček 39:03 Piatak 47:41 |               | 29:27 (PP) Galviņš 37:25 Klujevskis 39:24 Zelubovskis 50:05 E. Zelubovskis |               |

| 28. prosince 2005 19:00 | Česko | 2–3 | Švédsko | Interior Savings Centre, Kamloops Návštěvnost: 5,323 (Kap. 6,400) |
|                         | Česko |     | Švédsko |                                                                   |

| Souhrn zápasu | Souhrn zápasu                      | Souhrn zápasu | Souhrn zápasu                                   | Souhrn zápasu |
| ------------- | ---------------------------------- | ------------- | ----------------------------------------------- | ------------- |
|               | Sobotka (PP) 36:25 Káňa (PP) 52:48 |               | 02:08 Karlsson 03:49 Salmonsson 20:52 O. Hedman |               |

| 28. prosince 2005 19:00 | Rusko | 6–2 | Slovensko | Prospera Place, Kelowna Návštěvnost: 5,948 (Kap. 6,886) |
|                         | Rusko |     | Slovensko |                                                         |

| Souhrn zápasu | Souhrn zápasu                                                                                        | Souhrn zápasu | Souhrn zápasu                  | Souhrn zápasu |
| ------------- | --- | ------------- | ------------------------------ | ------------- |
|               | Čurilov 07:37 Lemťjugov (PP) 09:45 Lisin 10:32 Zubov (PP) 16:41 Malkin (PP) 19:09 Jemelin (PP) 47:11 |               | 17:30 (PP) Sekera 30:29 Lašček |               |

| 29. prosince 2005 19:00 | Lotyšsko | 1–3 | Rusko | Interior Savings Centre, Kamloops Návštěvnost: 4,831 (Kap. 6,400) |
|                         | Lotyšsko |     | Rusko |                                                                   |

| Souhrn zápasu | Souhrn zápasu         | Souhrn zápasu | Souhrn zápasu                                     | Souhrn zápasu |
| ------------- | --------------------- | ------------- | ------------------------------------------------- | ------------- |
|               | Klujevskis (PP) 32:58 |               | 03:54 (PP) Malkin 04:00 Lemťjugov 36:26 Lemťjugov |               |

| 30. prosince 2005 19:00 | Česko | 5–3 | Slovensko | Prospera Place, Kelowna Návštěvnost: 5,979 (Kap. 6,886) |
|                         | Česko |     | Slovensko |                                                         |

| Souhrn zápasu | Souhrn zápasu                                                        | Souhrn zápasu | Souhrn zápasu                                           | Souhrn zápasu |
| ------------- | -------------------------------------------------------------------- | ------------- | ------------------------------------------------------- | ------------- |
|               | Krejčí 00:26 Kudělka (PP) 10:01 Krejčí 10:22 Krejčí 30:36 Pohl 45:10 |               | 01:38 (PP) Zagrapan 46:45 (PP) Gračík 56:05 (PP) Ščurko |               |

| 30. prosince 2005 19:00 | Švédsko | 10–2 | Lotyšsko | Interior Savings Centre, Kamloops Návštěvnost: 4,797 (Kap. 6,400) |
|                         | Švédsko |      | Lotyšsko |                                                                   |

| Souhrn zápasu | Souhrn zápasu | Souhrn zápasu | Souhrn zápasu                | Souhrn zápasu |
| ------------- | --- | ------------- | ---------------------------- | ------------- |
|               | Karlsson 01:06 Bäckström (PP) 14:40 Viklund (PP) 15:57 Pettersson 18:17 Bergfors (PP) 20:40 Bäckström 25:25 Salmonsson (SH) 29:35 Bäckström 41:25 Ritola 51:59 Pettersson (PP) 57:42 |               | 16:58 Karsums 51:52 Karkliņš |               |

| 31. prosince 2005 19:00 | Slovensko | 0–6 | Švédsko | Interior Savings Centre, Kamloops Návštěvnost: 4,712 (Cap. 6,400) |
|                         | Slovensko |     | Švédsko |                                                                   |

| Souhrn zápasu | Souhrn zápasu | Souhrn zápasu | Souhrn zápasu                                                                               | Souhrn zápasu |
| ------------- | ------------- | ------------- | ------------------------------------------------------------------------------------------- | ------------- |
|               |               |               | 07:07 Lindqvist 13:01 (PP) Ritola 34:20 Ryno 43:33 Pettersson 49:44 Axelsson 52:22 Karlsson |               |

| 31. prosince 2005 19:00 | Rusko | 7–2 | Česko | Prospera Place, Kelowna Návštěvnost: 6,027 (Kap. 6,886) |
|                         | Rusko |     | Česko |                                                         |

| Souhrn zápasu | Souhrn zápasu                                                                                              | Souhrn zápasu | Souhrn zápasu                 | Souhrn zápasu |
| ------------- | --- | ------------- | ----------------------------- | ------------- |
|               | Širokov (PP) 16:20 Vološenko 33:46 Malkin 41:07 Zubov (PP) 44:15 Vološenko 46:14 Lisin 51:09 Radulov 56:07 |               | 48:47 Pohl 49:35 (PP) Sobotka |               |

### Skupina o udržení
| Tým          | Z | V | P | R | VG | IG | B |
| ------------ | - | - | - | - | -- | -- | - |
| 7. Švýcarsko | 3 | 2 | 0 | 1 | 10 | 5  | 5 |
| 8. Slovensko | 3 | 2 | 0 | 1 | 14 | 10 | 5 |
| 9. Lotyšsko  | 3 | 1 | 2 | 0 | 10 | 12 | 2 |
| 10. Norsko   | 3 | 0 | 3 | 0 | 3  | 10 | 0 |

Pozn.: Zápasy  Slovensko 7–4  Lotyšsko a  Švýcarsko 2–0  Norsko Byly započítány ze základních skupin.
Zápasy
Všechny časy jsou místní (UTC-8).
| 2. ledna 2006 13:00 | Švýcarsko | 5–2 | Lotyšsko | Pacific Coliseum, Vancouver Návštěvnost: 7,616 (Kap. 16,083) |
|                     | Švýcarsko |     | Lotyšsko |                                                              |

| Souhrn zápasu | Souhrn zápasu | Souhrn zápasu | Souhrn zápasu | Souhrn zápasu |
| ------------- | ------------- | ------------- | ------------- | ------------- |
|               |               |               |               |               |

| 3. ledna 2006 13:00 | Slovensko | 4–3 | Norsko | Pacific Coliseum, Vancouver Návštěvnost: 5,038 (Kap. 16,083) |
|                     | Slovensko |     | Norsko |                                                              |

| Souhrn zápasu | Souhrn zápasu | Souhrn zápasu | Souhrn zápasu | Souhrn zápasu |
| ------------- | ------------- | ------------- | ------------- | ------------- |
|               |               |               |               |               |

| 4. ledna 2006 12:00 | Lotyšsko | 4–0 | Norsko | Pacific Coliseum, Vancouver Návštěvnost: 4,540 (Kap. 16,083) |
|                     | Lotyšsko |     | Norsko |                                                              |

| Souhrn zápasu | Souhrn zápasu | Souhrn zápasu | Souhrn zápasu | Souhrn zápasu |
| ------------- | ------------- | ------------- | ------------- | ------------- |
|               |               |               |               |               |

| 4. ledna 2006 16:00 | Švýcarsko | 3–3 | Slovensko | Pacific Coliseum, Vancouver Návštěvnost: 6,667 (Kap. 16,083) |
|                     | Švýcarsko |     | Slovensko |                                                              |

| Souhrn zápasu | Souhrn zápasu | Souhrn zápasu | Souhrn zápasu | Souhrn zápasu |
| ------------- | ------------- | ------------- | ------------- | ------------- |
|               |               |               |               |               |

 Lotyšsko a  Norsko sestoupily do 1. divize.

### Play-off
Všechny časy jsou místní (UTC-8).

#### Čtvrtfinále
| 2. ledna 2006 16:00 | Švédsko | 0–1 P | Finsko | General Motors Place, Vancouver Návštěvnost: 18,630 (Kap. 18,630) |
|                     | Švédsko |       | Finsko |                                                                   |

| Souhrn zápasu | Souhrn zápasu | Souhrn zápasu | Souhrn zápasu     | Souhrn zápasu |
| ------------- | ------------- | ------------- | ----------------- | ------------- |
|               |               |               | 69:26 (PP) Laakso |               |

| 2. ledna 2006 20:00 | USA | 2–1 | Česko | General Motors Place, Vancouver Návštěvnost: 14,890 (Kap. 18,630) |
|                     | USA |     | Česko |                                                                   |

| Souhrn zápasu | Souhrn zápasu                   | Souhrn zápasu | Souhrn zápasu   | Souhrn zápasu |
| ------------- | ------------------------------- | ------------- | --------------- | ------------- |
|               | Kessel (PP) 03:23 Bourque 11:08 |               | 12:17 (PP) Šmíd |               |

#### Semifinále
| 3. ledna 2006 16:00 | Kanada | 4–0 | Finsko | General Motors Place, Vancouver Návštěvnost: 18,630 (Kap. 18,630) |
|                     | Kanada |     | Finsko |                                                                   |

| Souhrn zápasu | Souhrn zápasu                                               | Souhrn zápasu | Souhrn zápasu | Souhrn zápasu |
| ------------- | ----------------------------------------------------------- | ------------- | ------------- | ------------- |
|               | Russell 18:16 Comeau 38:58 Letang (PP) 49:40 Cogliano 53:32 |               |               |               |

| 3. ledna 2006 20:00 | Rusko | 5–1 | USA | General Motors Place, Vancouver Návštěvnost: 18,630 (Kap. 18,630) |
|                     | Rusko |     | USA |                                                                   |

| Souhrn zápasu | Souhrn zápasu                                                                  | Souhrn zápasu | Souhrn zápasu     | Souhrn zápasu |
| ------------- | ------------------------------------------------------------------------------ | ------------- | ----------------- | ------------- |
|               | Kuljomin 12:32 Kuljomin (PP) 41:42 Jemelin 43:13 Širokov 53:01 Lemťjugov 55:15 |               | 42:34 (PP) Skille |               |

#### Zápas o 5. místo
| 4. ledna 2006 20:00 | Švédsko | 3–1 | Česko | General Motors Place, Vancouver Návštěvnost: 10,684 (Kap. 18,630) |
|                     | Švédsko |     | Česko |                                                                   |

| Souhrn zápasu | Souhrn zápasu                              | Souhrn zápasu | Souhrn zápasu | Souhrn zápasu |
| ------------- | ------------------------------------------ | ------------- | ------------- | ------------- |
|               | Rynol 41:42 Bergfors 42:07 Bäckström 59:12 |               | 43:16 Káňa    |               |

#### Zápas o 3. místo
| 5. ledna 2006 12:00 | Finsko | 4–2 | USA | General Motors Place, Vancouver Návštěvnost: 15,107 (Kap. 18,630) |
|                     | Finsko |     | USA |                                                                   |

| Souhrn zápasu | Souhrn zápasu                                          | Souhrn zápasu | Souhrn zápasu                    | Souhrn zápasu |
| ------------- | ------------------------------------------------------ | ------------- | -------------------------------- | ------------- |
|               | Sailio 33:32 Joensuu 34:51 Tukonen 53:20 Joensuu 55:24 |               | 12:11 Ryan 51:03 (PP) J. Johnson |               |

#### Finále
| 5. ledna 2006 16:00 | Rusko | 0–5 | Kanada | General Motors Place, Vancouver Návštěvnost: 18,630 (Kap. 18,630) |
|                     | Rusko |     | Kanada |                                                                   |

| Souhrn zápasu | Souhrn zápasu | Souhrn zápasu | Souhrn zápasu                                                                   | Souhrn zápasu |
| ------------- | ------------- | ------------- | ------------------------------------------------------------------------------- | ------------- |
|               |               |               | 17:13 Downie 18:56 Comeau 32:02 (PP) Blunden 34:44 (PP) Blunden 57:15 Chipchura |               |

### Produktivita hráčů
| Hráč              | Národní tým | Z | G | A  | B  | TM |
| ----------------- | ----------- | - | - | -- | -- | -- |
| Phil Kessel       | USA         | 7 | 1 | 10 | 11 | 2  |
| Jevgenij Malkin   | Rusko       | 6 | 4 | 6  | 10 | 12 |
| Lauri Tukonen     | Finsko      | 7 | 3 | 7  | 10 | 0  |
| Stanislav Lašček  | Slovensko   | 6 | 6 | 3  | 9  | 8  |
| Chris Bourque     | USA         | 7 | 7 | 1  | 8  | 12 |
| Nicklas Bäckström | Švédsko     | 6 | 4 | 3  | 7  | 2  |
| Mathias Joggi     | Švýcarsko   | 6 | 4 | 3  | 7  | 14 |
| Blake Comeau      | Kanada      | 6 | 3 | 4  | 7  | 8  |
| Bobby Ryan        | USA         | 7 | 3 | 4  | 7  | 0  |
| Marek Zagrapan    | Slovensko   | 6 | 2 | 5  | 7  | 18 |
| Alexej Jemelin    | Rusko       | 6 | 2 | 5  | 7  | 39 |

### Brankáři
(Brankáři s minimálně 90 odehranými minutami)
| Hráč           | Národní tým | Min. | OG | POG  | SO | %CHS |
| -------------- | ----------- | ---- | -- | ---- | -- | ---- |
| Daniel Larsson | Švédsko     | 249  | 4  | 0.96 | 1  | .952 |
| Justin Pogge   | Kanada      | 360  | 6  | 1.00 | 3  | .952 |
| Tuukka Rask    | Finsko      | 369  | 13 | 2.11 | 1  | .940 |
| Anton Chudobin | Rusko       | 300  | 11 | 2.20 | 0  | .933 |
| Reto Berra     | Švýcarsko   | 358  | 14 | 2.34 | 1  | .910 |

### Turnajová ocenění
|                            | Brankář     | Obránce     | Obránce      | Útočníci                              | Útočníci                              | Útočníci                              |
| -------------------------- | ----------- | ----------- | ------------ | ------------------------------------- | ------------------------------------- | ------------------------------------- |
| Ceny direktoriátu IIHF     | Tuukka Rask | Marc Staal  | Marc Staal   | Jevgenij Malkin (nejužitečnější hráč) | Jevgenij Malkin (nejužitečnější hráč) | Jevgenij Malkin (nejužitečnější hráč) |
| All-Star Tým (podle médií) | Tuukka Rask | Luc Bourdon | Jack Johnson | Jevgenij Malkin                       | Lauri Tukonen                         | Steve Downie                          |

## Soupisky
Kanada
Devan Dubnyk, Justin Pogge, Marc Staal, Ryan Parent, Luc Bourdon, Steve Downie, Andrew Cogliano, Kris Russell, Kris Letang, Blake Comeau, Dustin Boyd, Kyle Chipchura, David Bolland, Guillaum Latendresse, Michael Blunden, Daniel Bertram, Ryan Omarra, Cam Barker, Tommy Pyatt, Jonathan Toews, Sasha Pokulok, Benoit Pouliot

Trenér: [[]]
  Rusko
Semjon Varlamov, Anton Chudobin, Alexej Jemelin, Nikita Nikitin, Kirill Ljamin, Enver Lisin, Jevgenij Ketov, Ilia Zubov,Sergej Ogorodnikov, Andrej Zubarev, Alexandr Akseněnko, Nikolaj Kuljomin, Jevgenij Birjukov, Roman Vološčenko, Jevgenij Malkin, Michail Junkov,Vjačeslav Buravčikov, Alexandr Radulov, Denis Bodrov, Gennadij Čurilov, Nikolaj Lemťjugov, Sergej Širokov

Trenér: [[]]
  Finsko
Karri Ramo, Tuukka Rask, Matti Koistinen, Risto Korhonen, Timo Seppanen, Erkka Leppanen, Juho Jokinen, Lauri Tukonen, Mikko Alikoski, Janne Kolehmainen, Petteri Wirtanen, Tommi Leinonen, Perttu Lindgren, Leo Komarov, Aki Seitsonen, Jesse Joensuu, Jari Sailio, Mikko Lehtonen, Tomas Sinisalo, Lauri Korpikoski, Teemu Laakso, Henri Heino

Trenér: [[]]
 Česko
Marek Schwarz, Radek Fiala, náhradník Ondřej Pavelec - Ladislav Šmíd (1), Ondřej Šmach, Roman Polák, Michal Gulaši, Jakub Kindl, Tomáš Kudělka (1), Jaroslav Mrázek - Petr Kalus (1), Tomáš Káňa (2), Michael Frolík, Jiří Tlustý, Martin Hanzal, Vladimír Sobotka (2), David Krejčí (3), Zdeněk Bahenský, Václav Meidl (1), Jakub Šindel, Petr Pohl (4), Karel Hromas (1), Michal Birner. 
Trenéři: Radim Rulík a Jan Votruba.

## Divize I

### Skupina A
Hráno 11.-17. prosince 2005 v Bledu, Slovinsko.
| Tým          | Z | V | P | R | VG | IG | B  |
| ------------ | - | - | - | - | -- | -- | -- |
| 1. Německo   | 5 | 5 | 0 | 0 | 20 | 2  | 10 |
| 2. Dánsko    | 5 | 3 | 1 | 1 | 20 | 17 | 7  |
| 3. Slovinsko | 5 | 3 | 2 | 0 | 17 | 8  | 6  |
| 4. Francie   | 5 | 1 | 2 | 2 | 8  | 7  | 4  |
| 5. Ukrajina  | 5 | 1 | 3 | 1 | 10 | 22 | 3  |
| 6. Japonsko  | 5 | 0 | 5 | 0 | 10 | 29 | 0  |

### Skupina B
Hráno 12.-18. prosince 2005 v Minsku, Bělorusko.
| Tým           | Z | V | P | R | VG | IG | B |
| ------------- | - | - | - | - | -- | -- | - |
| 1. Bělorusko  | 5 | 4 | 0 | 1 | 24 | 6  | 9 |
| 2. Kazachstán | 5 | 4 | 1 | 0 | 21 | 8  | 8 |
| 3. Itálie     | 5 | 2 | 2 | 1 | 14 | 15 | 5 |
| 4. Polsko     | 5 | 1 | 2 | 2 | 9  | 14 | 4 |
| 5. Rakousko   | 5 | 0 | 3 | 2 | 5  | 16 | 2 |
| 6. Maďarsko   | 5 | 0 | 3 | 2 | 6  | 20 | 2 |

 Německo a  Bělorusko postoupily mezi elitu, zatímco  Japonsko a  Maďarsko sestoupily do 2. divize.

## Divize II

### Skupina A
Hráno 12.-18. prosince 2005 v Bukurešti, Rumunsko.
| Tým               | Z | V | P | R | VG | IG | B  |
| ----------------- | - | - | - | - | -- | -- | -- |
| 1. Velká Británie | 5 | 5 | 0 | 0 | 53 | 3  | 10 |
| 2. Nizozemsko     | 5 | 3 | 1 | 1 | 38 | 8  | 7  |
| 3. Rumunsko       | 5 | 3 | 1 | 1 | 31 | 11 | 7  |
| 4. Španělsko      | 5 | 2 | 3 | 0 | 15 | 33 | 4  |
| 5. Austrálie      | 5 | 1 | 4 | 0 | 17 | 37 | 2  |
| 6. Nový Zéland    | 5 | 0 | 5 | 0 | 2  | 64 | 0  |

### Skupina B
Hráno 10.-16. ledna 2006 v Bělehradě, Srbsko a Černá Hora.
| Tým                    | Z | V | P | R | VG | IG | B  |
| ---------------------- | - | - | - | - | -- | -- | -- |
| 1. Estonsko            | 5 | 5 | 0 | 0 | 46 | 8  | 10 |
| 2. Chorvatsko          | 5 | 3 | 2 | 0 | 22 | 15 | 6  |
| 3. Jižní Korea         | 5 | 2 | 2 | 1 | 20 | 15 | 5  |
| 4. Srbsko a Černá Hora | 5 | 2 | 2 | 1 | 14 | 16 | 5  |
| 5. Mexiko              | 5 | 1 | 4 | 0 | 11 | 40 | 2  |
| 6. Čína                | 5 | 1 | 4 | 0 | 12 | 31 | 2  |

 Velká Británie a  Estonsko postoupily do 1. divize, zatímco  Nový Zéland a  Čína sestoupily do 3. divize.

## Divize III
Hráno v Elektrenai a Kaunasu, Litva 3.-9. ledna 2006.
| Tým          | Z | V | P | R | VG | IG  | B |
| ------------ | - | - | - | - | -- | --- | - |
| 1. Litva     | 4 | 4 | 0 | 0 | 81 | 3   | 8 |
| 2. Island    | 4 | 3 | 1 | 0 | 79 | 6   | 6 |
| 3. Turecko   | 4 | 2 | 2 | 0 | 35 | 40  | 4 |
| 4. Bulharsko | 4 | 1 | 3 | 0 | 26 | 32  | 2 |
| 5. Arménie   | 4 | 0 | 4 | 0 | 6  | 146 | 0 |

 Litva a  Island postoupily do 2. divize.